# Lev (Cerpickij)
Lev (světským jménem: Nikolaj Lvovič Cerpickij; * 13. dubna 1946, Zalužža) je běloruský duchovní Ruské pravoslavné církve, arcibiskup a metropolita  novgorodský a starorusský.

## Život
Narodil se 13. dubna 1946 ve vesnici Zalužža Minské oblasti v rodině kněze.
Po dokončení střední školy sloužil v letech 1966–1969 v řadách Sovětské armády.
Roku 1969 nastoupil na Leningradský duchovní seminář a poté na Leningradskou duchovní akademii.
Dne 28. března 1971 jej metropolita leningradský a novgorodský Nikodim (Rotov) postřihnul na monacha se jménem Lev na počest svatého Lva I. Velikého. Dne 7. dubna stejného roku byl rukopoložen na hierodiakona a 20. dubna na jeromonacha.
Od roku 1972 sloužil jako osobní sekretář metropolity Nikodima (Rotova).
Roku 1975 dokončil studium na akademii a pokračoval ve studiu na Papežské univerzitě Gregoriana v Římě.
Dne 8. srpna 1978 byl povýšen na archimandritu. Dne 14. října se stal představeným chrámu Povýšení svatého Kříže v Petrozavodsku a blagočinným chrámů oloněcké eparchie.
V říjnu 1980 byl jmenován představeným chrámu Vzkříšení Krista v Rabatu (Maroko).
Od roku 1982 sloužil v Moskvě a v Oddělení vnějších církevních vztahů Moskevského patriarchátu.
Dne 13. října 1983 byl ustanoven představeným chrámu Proměnění Páně ve Vyborgu.
Dne 10. září 1987 jej Svatý synod zvolil biskupem taškentským a středoasijským. Dne 1. listopadu 1987 proběhla v chrámu Svaté Trojice Trojicko-sergijevské lávry jeho biskupská chirotonie. Světiteli byli metropolita leningradský a novgorodský Alexij (Rüdiger), metropolita krutický a kolomenský Juvenalij (Pojarkov), metropolita novosibirský a barnaulský Gedeon (Dokukin), arcibiskup smolenský a vjazemský Kirill (Gunďajev), biskup bruselský a belgický Simon (Išunin) a biskup tichvinský Prokl (Chazov).
Dne 20. července 1990 byl ustanoven biskupem novgorodským a starorusským.
Dne 25. února 1995 byl povýšen na arcibiskupa.
Dne 28. prosince 2011 byl jmenován hlavou novgorodské metropole a současně byl potvrzen ve funkci představeného monastýru svatého Jiří ve Velikém Novgorodu a Valdajského Iverského monastýru.
Dne 8. ledna 2012 byl patriarchou moskevským Kirillem povýšen na metropolitu.